# گردشگری در باکو
باکو، پایتخت جمهوری آذربایجان در شبه‌جزیره آب‌شوران، در کرانهٔ غربی دریای خزر واقع است. باکو پرجمعیت‌ترین شهر در منطقه قفقاز می‌باشد. این شهر یکی از شهرهای نفتخیز جهان است. جاذبه‌های گردشگری باکو را می‌توان به دو قسمت – قدیمی و مدرن تقسیم کرد.

## شهر قدیمی

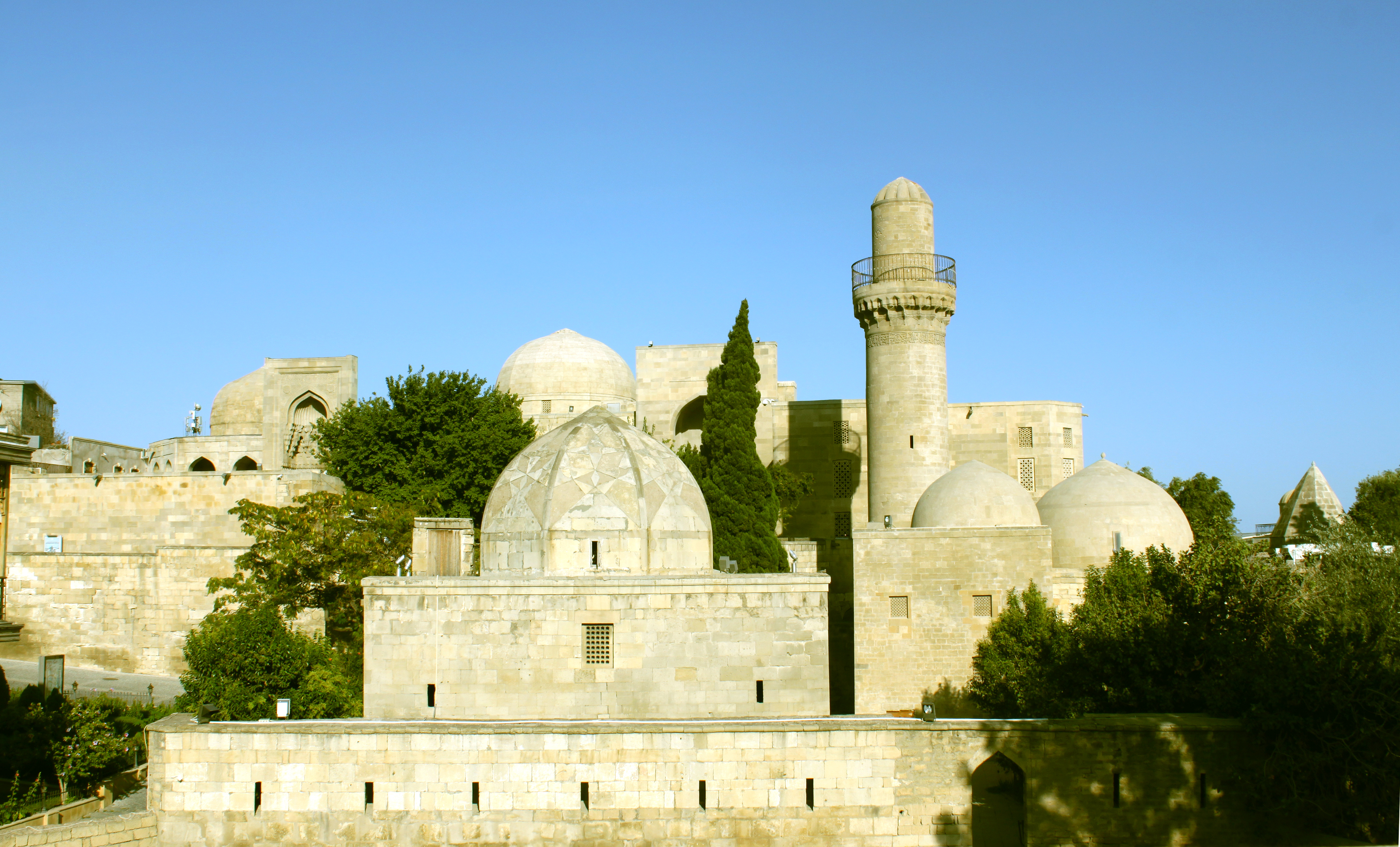
کاخ شیروانشاهان در شهر قدیمی

شهر قدیمی (به ترکی آذربایجانی İçəri şəhər) در ساحل غربی دریای خزر واقع شده‌است و جزو میراث جهانی یونسکو تلقی می‌شود. شهر قدیمی که در میان مردم محلی به عنوان «ایچری شهر» نیز معروف است، فیمابین قرون ۱۱ الی ۱۹ ساخته شده‌است. این منطقه باستانی یکی از قدیمی‌ترین بخش‌های شهر باکو ست. آثار باستانی همچون «قلعه دختر»، کاخ شروان‌شاهان و غیره… در این شهر قدیمی محصور شده با دژها قرار گرفته‌اند.. «ایچری شهر» از زمان پارینه‌سنگی تاکنون محل زندگی انسان‌ها و قومیت‌های مختلفی بوده‌است.
قصر شیروان شاه در قرن ۱۲ میلادی توسط سلسله شیروانی ساخته شده‌است که پس از زلزله در شهرستان شماخی، پایتخت خود را با باکو منتقل کردند.

## قلعه دختر یاکو

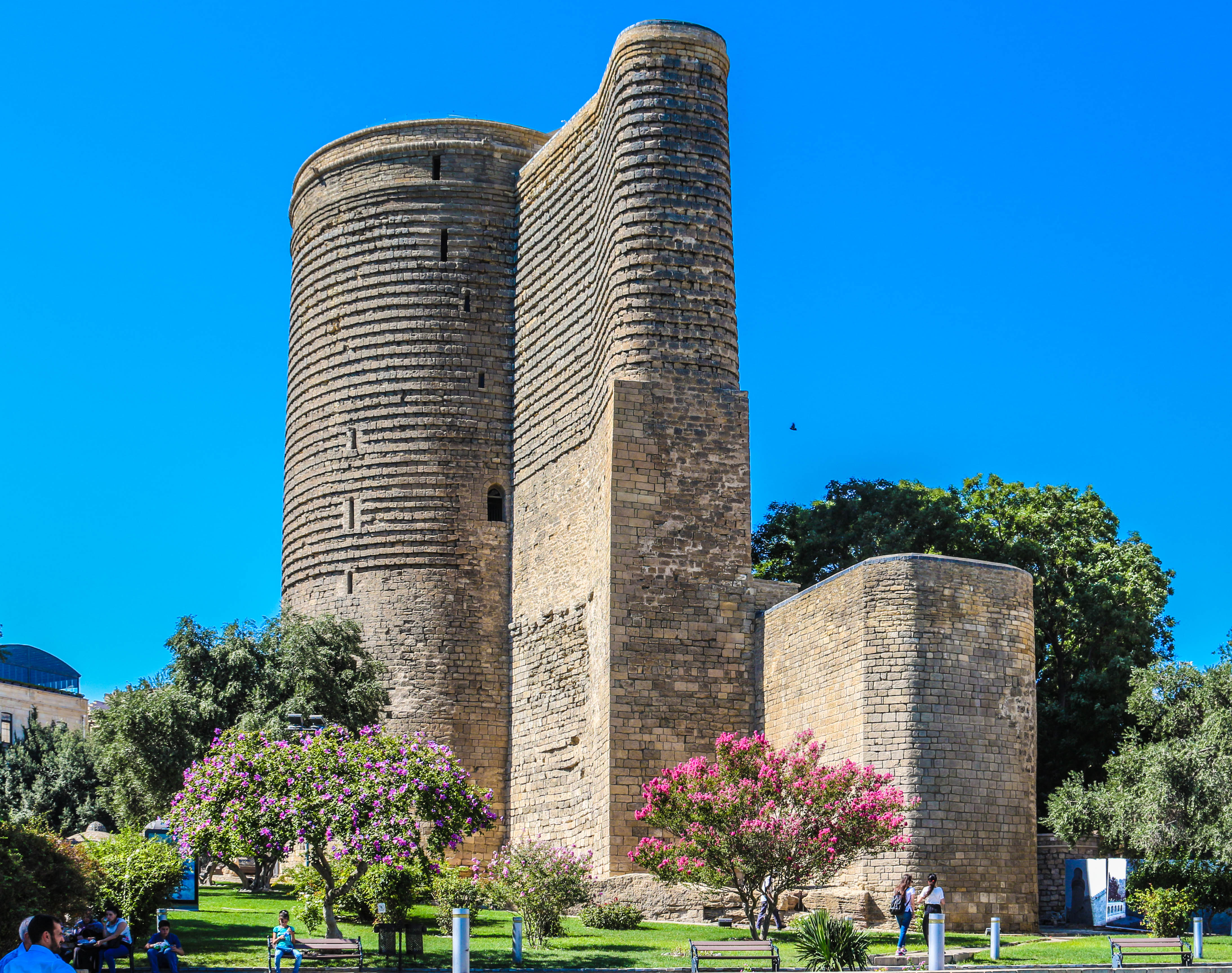
قلعه دختر

قلعه دختر (به ترکی آذربایجانی- Qız qalası) یکی از آثار تاریخی باکو می‌باشد که در شهر قدیمی قرار دارد. این قلعه ۳۲ متر ارتقا، ۱۶٫۵ متر عرض و ۶ طبقه دارد. برآورد می‌شود که این اثر باستانی در دو محدوده زمانی قرن ۵ و ۶ (آغاز ساخت مرحله اول) و قرن ۱۲ (مرحله دوم) ساخته شده‌است. هر یک از طبقه‌های قلعه با سنگ‌های تراشیده شده ساخته و با سقف گنبدی شکل پوشانیده شده‌است. قلعه دختر که یکی از نمادهای جمهوری آذربایجان به‌شمار می‌آید، به مراتب بر روی اسکناس‌ها و پول‌های ملی این کشور حک شده‌است. اخیراً برگزاری جشن‌های نوروز در محوطهٔ این قلعه به رسمی تبدیل شده‌است. این قلعه در سال ۱۹۶۰ مرمت و در سال ۱۹۶۴ تبدیل به موزه گردیده‌است.
قلعه دختر در سال ۲۰۰۰ در فهرست میراث جهانی یونسکو به ثبت رسیده‌است.

## برج‌های شعله

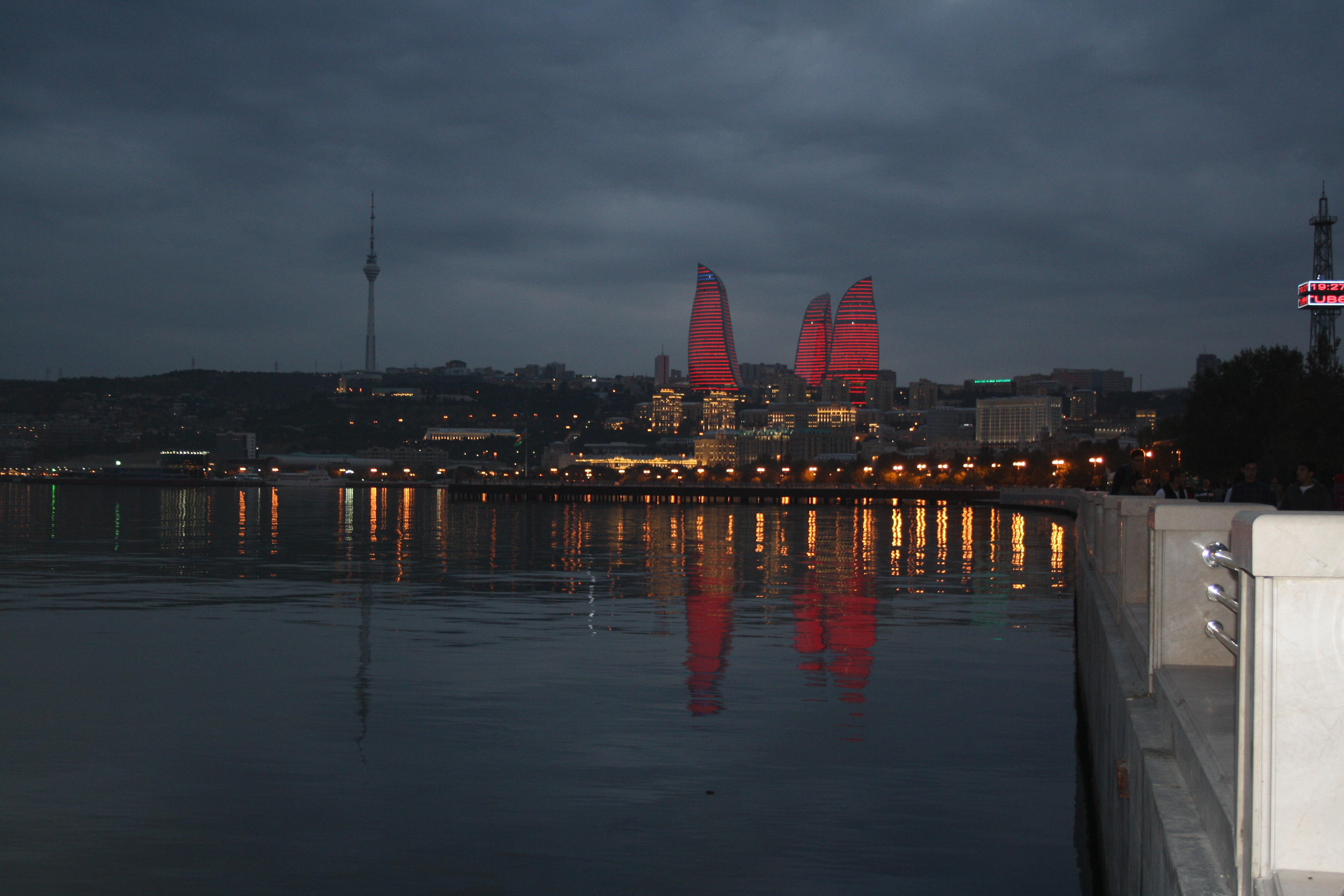
منظره برج‌های شعله از بلوار باکو

آسمان خراش‌های شعله (به ترکی آذربایجانی- Alov qüllələri) مرتفع‌ترین برج‌های باکو، پایتخت جمهوری آذربایجان می‌باشند. این مجتمع آسمان خراش‌ها واجد ۳ برج چند طبقه می‌باشد که بلندترین آنها ۱۹۰ متر ارتقا دارد. مساحت کل این مجموعهٔ برج‌ها ۲۳۵ هزار متر مربع است.
کارهای ساخت و سازی برج‌های شعله فیمابین سال‌های ۲۰۰۷ الی ۲۰۱۳ از سوی یک شرکت آذربایجانی- ترکیه ای "DİA Holding" انجام شده‌است. هر یک از این برج‌ها کاربرد منحصر به فردی دارد. اولین برج کاملاً مسکونی، دومی تماماً هتل و سومی تجاری هستند. نمای این برج‌ها با بهره‌گیری از ۱۰٬۰۰۰ لامپ ال‌ئی‌دی مزین شده‌است که هر شب تصویر آتش یا پرچم آذربایجان بر روی آنها چراغانی می‌شوند.

## موزه فرش باکو

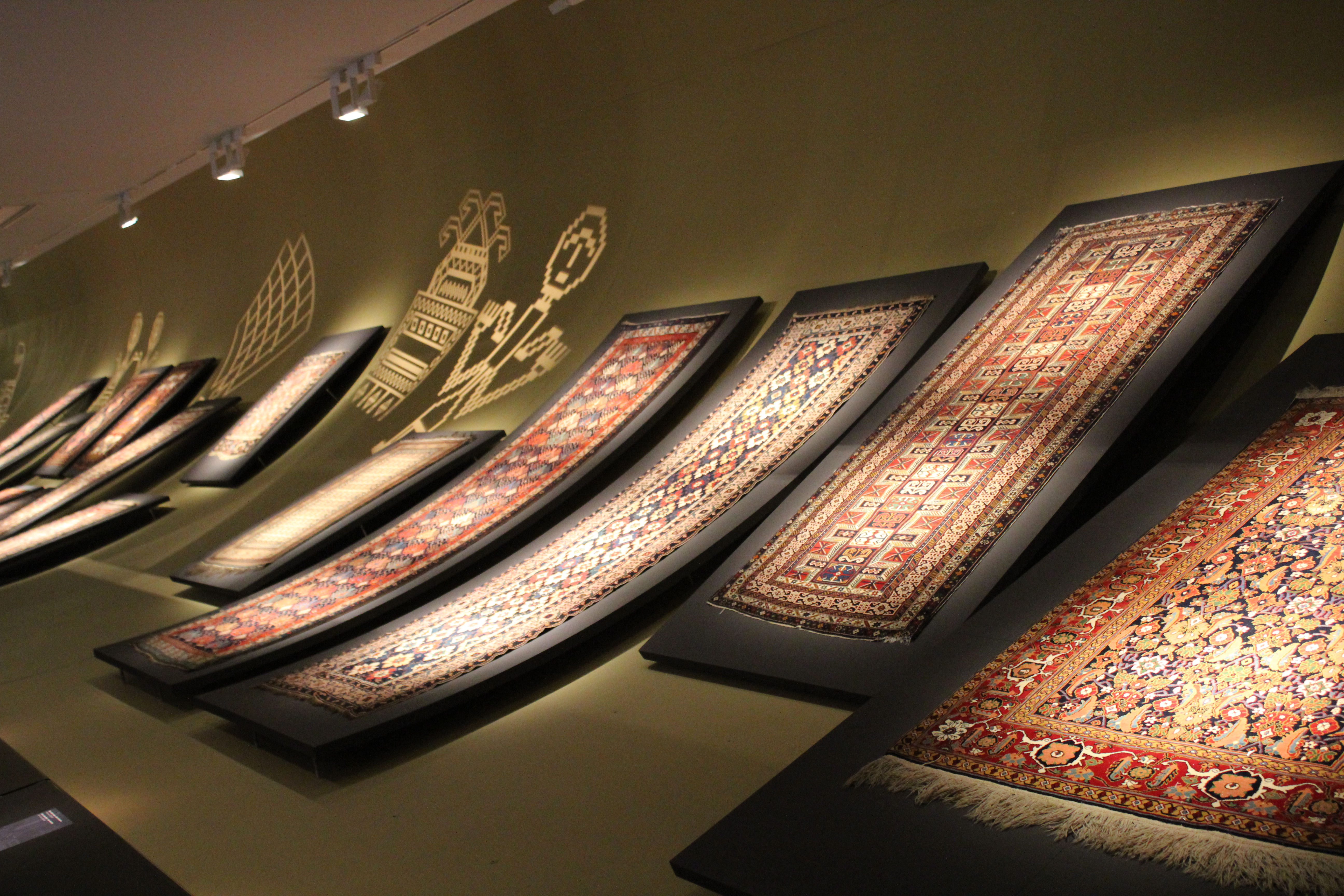
فرش‌های آذربایجانی در موزه فرش

موزهٔ فرش (به ترکی آذربایجانی- Xalça muzeyi) به دستور شمارهٔ ۱۳۰ شورای وزرای جمهوری سوسیالیستی آذربایجان شوروی به تاریخ ۱۳ مارس سال ۱۹۶۷ به تأسیس رسیده‌است. فیما بین سال‌های ۱۹۶۷-۱۹۹۳ قالی آذربایجانی یا موزهٔ دولتی هنرهای کاربردی مردمی، در بین سال‌های ۱۹۹۳-۲۰۱۴ قالی آذربایجانی یا موزهٔ دولتی هنرهای کاربردی مردمی به نام لطیف کریموف نامیده شده‌است. در سال ۲۰۱۴ نام موزهٔ فرش جمهوری آذربایجان را به خود گرفت. در اولین ساهای تاسیسش، تنها موزه مخصوص به فرش در جهان بود. هدف اصلی از تأسیس موزه اینست که، قالی آذربایجانی مانند یکی از مهمترین اجزاء ارث هنری ملی حفاظت شده و به طور گسترده و جامع مورد برسی قرار گیرد و به توده‌های زیادی تبلیغ بشود.

## ونیز باکو

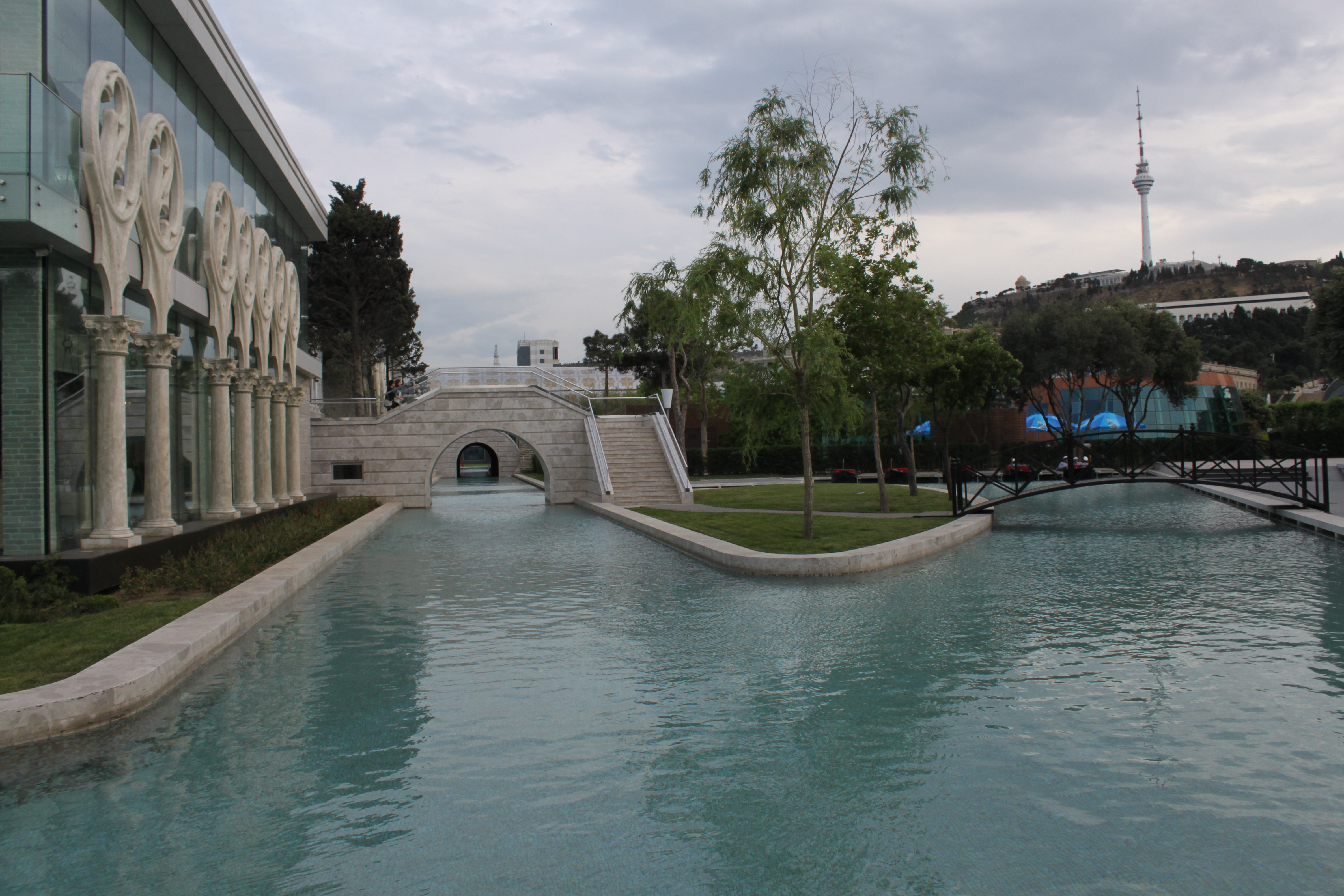
ونیز باکو

«ونیز باکو» (به ترکی آذربایجانی- Bakı Venesiyası) در بلوار شهر باکو قرار دارد که در سالهای ۱۹۶۰ میلادی بر اساس پروژهٔ «عمر قُچولو» احداش شده‌است. این مکان پس از بازسازی‌های طولانی در سال ۲۰۱۲ میلادی مجدداً افتتاح گردیده‌است. ونیز باکو پس از این بازسازی‌ها نمای جدیدی کسب کرد. تونل‌های آب گسترش یافته، مساحتش تمدید و سیستم نورپردازیش تجدید شده‌است. بخاطر وجود دستگاه‌های تصفیه آب در داخل تونل‌ها، آب ونیز همیشه پاک می‌ماند.
این شهرک دارای ۲ جزیره بزرگ و ۱ تا کوچک می‌باشد. این جزایر توسط پل‌های سنگی زیبایی به هم متصل شده‌اند. افرون بر این، کافه و رستوران‌ها و مکان‌های زیبای بسیاری در این منطقه وجود دارند
کل مساحت ونیز باکو ۱۰۰۰۰ متر مربع است. اینجا برای گشت در داخل ونیز، ۸ فروند قایق آورده شده از ایتالیا وجود دارد که هر یک از آنها ۴ نفره است.

## بلوار باکو

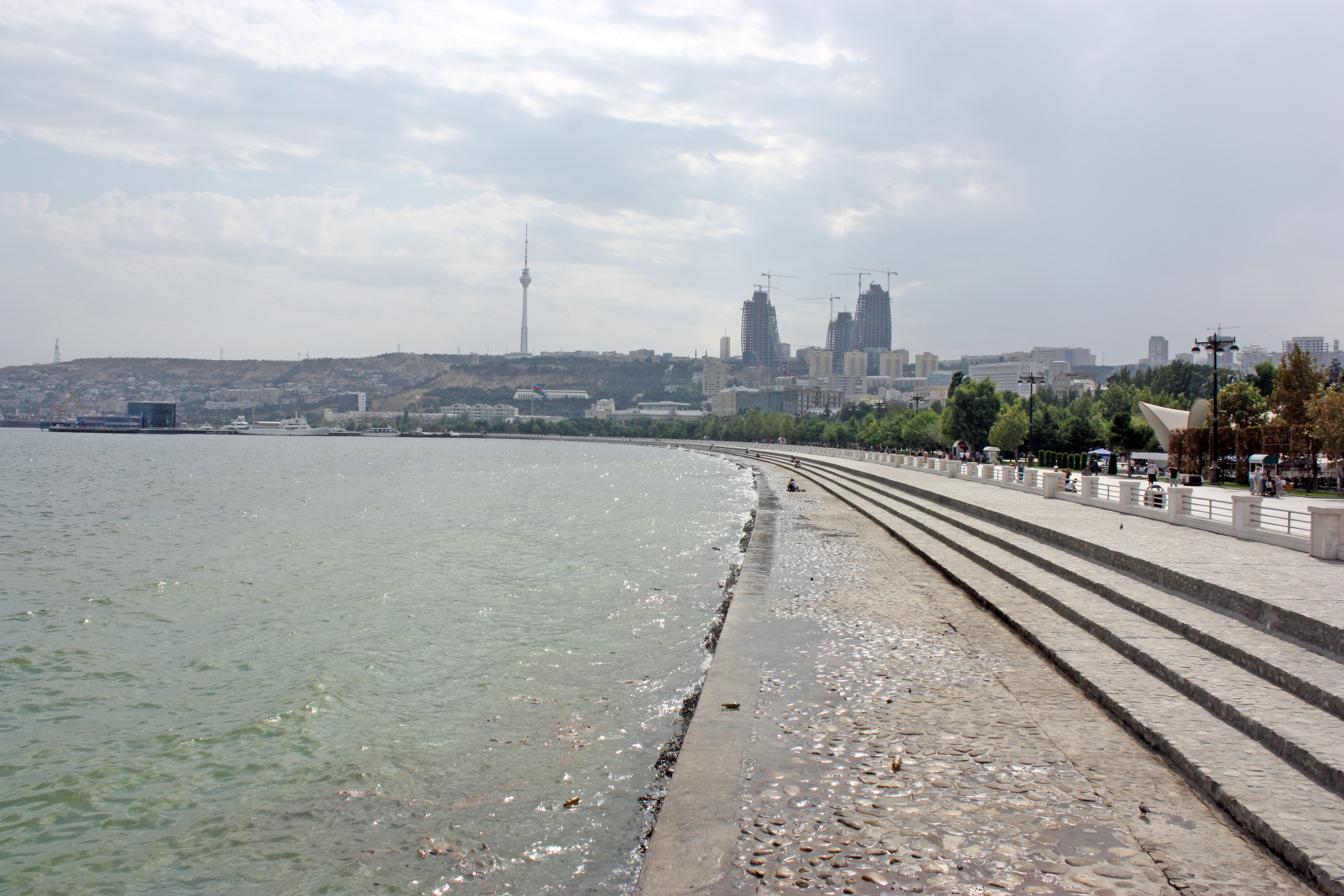
بلوار باکو

بلوار باکو (به ترکی آذربایجانی- Bakı bulvarı) همچننین به عنوان پارک ملی ساحلی نیز شناخته می‌شود. این پارک در سال ۱۹۰۹ به موازات دریای خزر در باکو پایتخت جمهوری آذربایجان تأسیس شده‌است.
بلوار باکو ۲۹ دسامبر سال ۱۹۹۸ امتیاز پارک ملی کسب کرد. بخاطر بزرگی مساحتش پس از پارکی واقع در ساحل رود سن در پاریس، دومین جایگاه را در اروپا به خود اختصاص داده‌است. این پارک در حدود ۳ کیلومتر و ۷۵۰ متر در سواحل جنوبی دریای خزر قرار دارد که از میدان ملی پرچم تا میدان آزادی باکو کشیده شده‌است.

## موزه باستان‌شناسی قلعه
موزه باستان‌شناسی قلعه در روستایی، در اطراف باکو قرار دارد که در سال ۲۰۰۸ از سوی بنیاد خیریه حیدر علی اف تأسیس شده‌است. در ۱۰ اکتبر سال ۲۰۰۸ «الهام الی اف» رئیس جمهوری آذربایجان و «مهربان علیوا» همسر ایشان در مراسم افتتاحیهٔ این موزه شرکت کرده‌اند.
در این مجتمع موزه ای سنگ‌نگاره‌ها، سرامیک، لوازم خانگی و تزئینی، اسلحه و سکه‌ها، باقی مانده‌های محل‌های مسکونی باستانی و غیره… که در شبه جزیره آبشوران پیدا شده و به قرون ۳–۲ قبل از میلاد تعلق دارند، به نمایش گذاشته شده‌اند. قصر قلعهٔ متعلق به قرون ۱۰-۱۴ که یکی از ساختمان‌های دخیل این مجموعه می‌باشد، عبارت از یک قله و استحکام است. این قله منتسب به قرون۱۰–۱۴، ۱۳٫۸ متر ارتفاع دارد که به منظور دفاع مورد استفاده واقع می‌شده‌است. در استحکام باقی مانده از قرون ۱۶-۱۸، سکه‌های طلایی، بازوبند زرین و نمونه‌های کاشیکاری منسوب به قرون ۱۰-۱۶ به نمایش گذاشته شده‌اند.

## مسجد حیدر باکو
این مسجد با ابتکار و اهتمام الهام علی اف، رئیس جمهوری آذربایجان در سال ۲۰۱۴. به مساحت کل ۱۲ هزار متر مربع احداث شده‌است که دربرگیرندهٔ همه شرایط برای عبادت همزمان چهار هزار نفر می‌باشد. این مسجد نام حیدر علی اف، رهبر ملی جموری آذربایجان را به یدک می‌کشد.
مسجد حیدر دارای چهار مناره به ارتفاع ۹۵ متر می‌باشد و نمای آن طبق سبک معماری منطقه شیروان – آبشرون جمهوری آذربایجان با سنگ‌های خاص تزیین شده‌است.
این مسجد حائز دو گنبد به ترتیب به ارتفاع ۵۵ و ۳۵ متر است. این مسجد بزرگترین مسجد در منطقه قفقاز می‌باشد.